# Société brasserie Samuel Foyou
Société brasserie Samuel Foyou (Brasaf), est une entreprise brassicole au Cameroun.

## Historique
Elle est créée le 10 juillet 2014 à Douala par l'industriel et homme d'affaires Samuel Foyou, industriel camerounais. Le 30 juin 2022, Brasaf (Brasseries Samuel Foyou) mets sur le marché sa première marque de bière blonde.

## Données
Dotée d'un capital social de 100 millions de francs Cfa, la Brasaf sera la 3e entreprise brassicole du pays, après la Société anonyme des Brasseries du Cameroun (SABC), filiale du groupe français Castel, qui a racheté les brasseries Siac-Isenbeck il y a un peu plus de 2 ans ; et  l’Union camerounaise des brasseries (UCB), du milliardaire camerounais Kadji de Fosso.